# Vibromètre laser

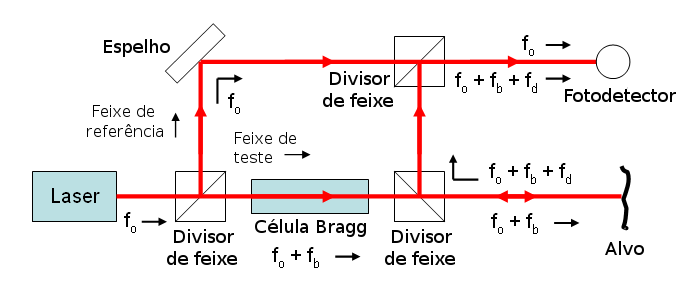
Schéma de base d'un vibromètre laser Doppler

Un vibromètre laser est un capteur de mesure de vibrations sans contact. Il est constitué d'une source de lumière monochromatique (laser) et d’un interféromètre (interféromètre de Mach-Zehnder), permettant de mesurer l'effet Doppler dû à la vibration entre le signal émis et le signal réfléchi. De cette interférométrie entre les 2 signaux, pourront être déduites la fréquence et la phase de la vibration.
Le vibromètre laser (ou LDV : Laser Doppler Vibrometer) utilise le principe de l’effet Doppler et fonctionne sans contact. Il est donc particulièrement adapté pour mesurer des vibrations, là où des méthodes alternatives (accéléromètres) atteignent leurs limites ou ne peuvent tout simplement pas être utilisées. À titre d’exemple, les mesures de vibrations à la surface de matériaux liquides, sur structures extrêmement petites (MEMS) ou légères (membranes de haut-parleurs) se font donc très facilement en utilisant un vibromètre laser, et ce jusqu’au GHz. De plus le calibrage des accéléromètres peut être réalisé en utilisant un vibromètre laser.

## Principe

### L’effet Doppler
Chacun a déjà expérimenté le principe de l’effet Doppler, caché derrière un vibromètre laser, quand par exemple la tonalité d’un véhicule change en passant devant un observateur situé sur le bord d’une autoroute. La fréquence perçue (pitch) change alors et l’on a cette impression de glissement d’un son aigu à un son plus grave. 
Par analogie, si une onde acoustique est réfléchie par un objet vibrant et détectée par le système de mesure que constitue le vibromètre laser, le glissement en fréquence (ou fréquence Doppler) de l’onde peut être décrite par :
{\displaystyle f_{D}={\frac {2v}{\lambda }}}
où v est la vélocité de l’objet vibrant
et {\displaystyle \lambda } est la longueur d’onde émise.

### L’interféromètre
Le vibromètre laser Doppler fonctionne sur le principe de l’interférence optique, nécessitant deux faisceaux lumineux cohérents et leur intensité lumineuse respective I1 et I2 interférant. L’intensité résultante n’est pas seulement la somme des deux intensités, mais est modulé selon la formule :
{\displaystyle I_{t}=I_{1}+I_{2}+2{\sqrt {I_{1}I_{2}}}\cos \left({\frac {2\pi (r_{1}-r_{2})}{\lambda }}\right)}
Le terme d’interférence, apparaissant dans la formule, relate la différence de longueur entre les chemins lumineux des deux faisceaux. Si cette différence est un entier multiple de la longueur d’onde du laser, l’intensité totale est égale à quatre fois l’intensité I1. De même, l’intensité totale est égale à zéro si les deux faisceaux ont une différence de longueur de chemin optique égal à une demi-longueur d’onde. Ceci résulte en des interférences constructives ou destructives. La figure 1 montre comment la loi physique est exploitée dans un vibromètre laser.
Le faisceau d’un laser Hélium-Néon est séparé par le séparateur de faisceau BS1, en un faisceau de référence et un faisceau de mesure. Après être passé au travers d’un deuxième séparateur BS2, le faisceau de mesure est envoyé sur l’objet vibrant sous étude, qui va alors le réfléchir. Le faisceau réfléchi est maintenant dévié par le séparateur BS2, puis fusionné au faisceau de référence par le troisième séparateur BS3 et enfin dirigé vers détecteur. Étant donné que la longueur du chemin optique est constante à travers le temps (à l’exception d’effets thermiques négligeables sur l’interféromètre) : r2 = constant, un mouvement de l’objet sous étude (r1 = r(t)) générera des franges d’interférences « claires – sombres » au niveau du détecteur : schéma typique d’un interféromètre. Un cycle complet « sombre – clair » sur le détecteur correspond à un déplacement d’exactement une demi-longueur d’onde de la lumière utilisé. Dans le cas d’un tube laser Hélium-Néon, utilisé presque exclusivement pour les vibromètres, cela correspond à un déplacement de 316 nm. Par conséquent la modulation en fréquence du schéma d’interférences déterminé est directement proportionnelle à la vélocité de l’objet.
Il faut cependant considérer que les vibrations en direction de l’interféromètre génèrent exactement les mêmes schémas d’interférence que les vibrations s’éloignant de l’interféromètre. Cette configuration ne peut donc déterminer la direction des vibrations ; Pour cette raison, un modulateur opto-acoustique (cellule de Bragg) est placé au niveau du faisceau de référence, lequel module alors l’onde lumineuse de 40 MHz (en comparaison la fréquence de la lumière laser est 4,74e14 Hz). Cela génère ainsi une modulation des franges d’interférences de 40 MHz, quand l’objet est au repos. Si l’objet se déplace en direction de l’interféromètre, la modulation de fréquence est réduite ; et à l’opposé, si l’objet s’éloigne du vibromètre, le détecteur reçoit une fréquence supérieure à 40 MHz. Cela signifie qu’il est maintenant possible, non seulement de détecter l’amplitude du mouvement, mais aussi déterminer précisément la direction de cette vibration.

### Déplacement ou vitesse?
En principe, le LDV peut mesurer directement le déplacement ainsi que la vitesse de vibrations. Dans le cas du déplacement, la fréquence Doppler n’est pas transformée en tension directement proportionnelle à la vélocité ; à la place le LDV compte les franges d’interférences « sombres-claires » sur le détecteur. En utilisant cette technique d’interpolation et une démodulation digitale, certains vibromètres lasers peuvent atteindre une résolution inférieure au picomètre !
La démodulation en déplacement est plus adaptée pour les mesures basses fréquences et la démodulation en vitesse est préférable pour les hautes fréquences. En effet lorsque sa fréquence augmente, une certaine vibration génère de plus hautes vitesses pour de plus faibles déplacements :
{\displaystyle v=2fs}

## Exemples d’application
Les vibromètres laser Doppler [LDV] sont utilisés pour de nombreuses applications scientifiques, industrielles et médicales. Quelques exemples sont indiqués ci-dessous :
- Aerospatiale/ inspection non destructive de composants d’avion[2].
- Acoustique/ design de haut-parleurs, diagnostic de la performance musicale d’instruments[3].
- Automobile/ , tests dynamiques de structures, analyse modale de disque de frein, quantification NVH (Noise and Vibration Harshness)[4]…
- Biologie/ diagnostic de tympans auditifs[5], analyse des systèmes de communication insectes[6]…
- Calibration d’accéléromètres[7].
- Diagnostic et détection de défauts sur disque dur, positionnement de têtes de lecture[8].
- Détection de mines. Technique utilisant une source acoustique pour l’excitation du sol et un LDV pour la mesure de la réponse en vibrations[9],[10],[11].